# Ультраправые в Германии

Ультраправые используют флаг Германской империи в качестве одного из своих символов

Ультраправые в современной Германии — это члены современных ультраправых радикальных и неонацистских партий Федеративной Республики Германии.

## История

### Первые послевоенные годы
Несмотря на проведение денацификации после Второй мировой войны, уже в конце 1945 года и начале 1946 в Западной Германии начали формироваться реваншистские пронацистские организации, желавшие прийти к власти и взять реванш за поражение во Второй мировой войне. В 1946 году была основана Немецкая консервативная партия — Немецкая правая партия (лидеры — Франц-Йозеф Зонтаг, Вильгельм Егер, Адольф фон Тадден), которая в 1950 году была распущена, а вместо неё появилась Немецкая рейхспартия. Позднее появились Социалистическая рейхспартия (Отто-Эрнст Ремер), Немецкий социальный союз, Немецкая партия свободы (Генрих Кунстман, Оскар Лутц). К ультраправым принято относить также Союз немецкой молодёжи (Пауль Лют), несмотря на дистанцирование от неонацизма и критику неонацистских организаций.

### Партии Западной Германии и партии современной Германии
В 1970-х стали появляться другие партии, придерживавшиеся праворадикальных взглядов. Активно действовали Фронт действия национал-социалистов/Национальные активисты Михаэля Кюнена (запрещён в 1983), Народно-социалистическое движение Германии/Партия труда (запрещена в 1982) и Свободная немецкая рабочая партия Фридхельма Буссе, Националистический фронт Майнольфа Шёнборна (запрещён в 1992). В конце 1980-х и начале 1990-х количество неонацистских партий резко подскочило вверх — к существовавшим тогда Национал-демократической партии Гюнтера Деккерта и партии Республиканцев Франца Шёнхубера присоединились Немецкий народный союз Герхарда Фрая (1987), Немецкая альтернатива Михаэля Кюнена (1989) и Немецкая лига для народа и Отечества (1991).

### НДПГ и ННС
Самой успешной партией стала Национал-демократическая партия Германии, которая набрала 9,2 % голосов от избирателей в Саксонии в 2004 году, а на выборах 2005 года по всей Германии собрала 1,6 %. В 2006 году НДПГ набрала 7,3 % голосов на выборах в Мекленбурге и Западной Померании и получила право на представительство в ландтаге. В 2004 году в партии состояло 5300 человек, а в 2006 году численность подскочила до 7 тысяч человек. В Немецком народном союзе состояло 8 с половиной тысяч человек. С 1 января 2011 г. Немецкий народный союз объединился с Национал-демократической партией Германии.

## Современные ультраправые

### Деятельность
Современная деятельность ультраправых частично совпадает с деятельностью членов НСДАП, которые проводили политику целенаправленного уничтожения наций, считавшихся отсталыми с точки зрения расовой теории Ганса Гюнтера. Так, неонацисты ведут борьбу с иммигрантами из стран Восточной Европы, Азии и Африки, устраивая массовые беспорядки. В 1991 году неонацистами были развязаны драки с иммигрантами в городах, расположенных неподалёку от границы с Польшей: Хойерсверда, Шведт-на-Одере, Эберсвальде, Айзенхюттенштадт, Эльстерверда. В 1992 году НС-скинхеды организовали нападение в Ростоке, а затем в Мёльне изнасиловали и убили трёх турецких девушек, нанеся повреждения ещё девятерым случайным свидетелям. Самым крупным неонацистским преступлением стал поджог дома в Золингене в 1993 году, когда погибли две женщины и три девушки из турецкой семьи, пострадало также ещё семь человек. Однако попытка наци-скинхедов вызвать отвращение к иммигрантам после поджога в Золингене провалилась — в ответ группы немецких граждан организовали несколько крупных акций, направленных в поддержку борьбы с неонацизмом и расизмом. Очередной виток возмущения к мигрантам настал в 2015 году, когда в Европу прибыли беженцы с Ближнего Востока: федеральное правительство обвинило ультраправых в эскалациях и провокациях, хотя те отвергли все подобные обвинения.
В начале 2000-х годов неонацисты стали ежегодно проводить демонстрации 13 февраля, в день бомбардировок Дрездена во Второй мировой войне. В 2009 году 6 тысяч НС-скинхедов собрались на демонстрацию в память о погибших мирных жителях. Полицейские не решились задержать кого-либо из демонстрантов. В то же время 15 тысяч человек в Дрездене провели свою демонстрацию против неонацизма, почтив память погибших мирных жителей совершенно по-другому. Наряду с Национал-демократической партией, базовой структурой ультраправого движения ФРГ являются Свободные товарищества, ключевыми фигурами которых выступают Кристиан Ворх, Штеффен Хупка, Томас Вульф.

### Идеология
Основные идеи ультраправых заключаются в защите прав этнических немцев и борьбе против исламизации Германии в любой форме: от ограничения миграции в Германию из стран Африки и Азии до полной депортации и сокращения объёмов торговли с этими странами. Ультраправые критикуют многие положения немецкой экономики, несмотря на общее 3-е место Германии по объёму ВВП в Европе: в частности, ими осуждается принцип приёма на предприятия «работников на прокат» (нем. Leiharbeiter), которым активно пользуются мигранты и который крайне невыгоден для немцев, повышение пенсионного возраста и выделение больших средств на содержание беженцев.
В плане внешней политики ультраправые не поддерживают членство Германии в Евросоюзе и НАТО, поскольку считают, что Германия не должна воевать за интересы США. Одним из ключевых требований ультраправых является признание выселения немцев из Восточной Европы геноцидом, а также немедленное возвращение выселенным немцам и их потомкам всё конфискованное имущество. Также ультраправые выступают за дальнейшее развитие отношений с Россией как с важнейшим стратегическим партнёром Германии и называют её куда более европейской страной, нежели Израиль или Турцию.

### Преступления
Статистика гласит, что в 1991 году было совершено 849 преступлений на почве расовой или национальной ненависти, а в 1992 году таких преступлений насчитывалось 1488, и почти все были совершены в восточной части Германии. С 1992 года число таких преступлений уменьшилось, но в последние годы активность неонацистов снова резко возросла. В последние 4 декады жертвами неонацистов стали как минимум 17 человек. Помимо убийств и нанесений телесных повреждений, неонацисты проводят также и своеобразную хулиганскую пропаганду — в 2008 году в Лёкнице они изрисовали свастикой девять автомобилей, принадлежавших гражданам Польши.
По состоянию на 2007 год в Германии, по сведениям Федеральной службы защиты конституции, насчитывалась 31 тысяча членов праворадикальных и пронацистских партий, из них 10 тысяч человек привлекались к уголовной ответственности и были признаны опасными для общества. Сейчас в Германии (на 2011 год) насчитывается на 6 тысяч человек меньше (25 тысяч экстремистов), из них 5600 человек признаны неонацистами. В отчёте также сказано, что в 2010 году было совершено 15 905 преступлений на почве религиозной, расовой или межнациональной неприязни, а в 2009 году этих преступлений было 18 750. Также сказано, что в 2009 году ультраправыми был совершён 891 акт вандализма, а в 2010 году таких актов было всего 762. Хотя по сравнению с 2009 годом в 2010 наметилась тенденция к снижению количества преступлений, связанных с деятельностью ультраправых, Федеральная служба защиты конституции заверяет, что число неонацистов выросло за счёт большего количества так называемых «независимых националистов».

## Отношение в Германии

### Борьба с ультраправыми
Пропаганда нацизма запрещена параграфом 86a уголовного кодекса Германии: за распространение нацистской символики предполагается штраф или лишение свободы на срок до трёх лет. Однако в современной Германии этот закон почти не соблюдается и нарушается многократно. Так, только в 2003 году была запрещена деятельность неонацистской рок-группы Landser, которую признали преступной организацией. Однако их диски до сих пор продаются в США и странах Евросоюза, а аудиофайлы скачиваются из Интернета. Сайты, пропагандирующие неонацизм, не удаётся закрыть — все серверы расположены в США и Канаде, где не так сильны законы об ультраправых организациях.
Министр внутренних дел Вольфганг Шойбле однажды лично вступил в полемику с руководителями движения «Родная и верная немецкая молодёжь», которое занималось воспитанием детей и подростков в неонацистском духе, приучая их к антисемитизму и расизму. Шойбле осудил это движение и обвинил руководителей в дурном обращении с детьми и неправильном воспитании. В ответ на это лидеры организации стали убеждать, что всего лишь приучали детей к любви к окружающей природе, обществу и родной стране. Дело дошло до того, что в полемику вмешалась и Национал-демократическая партия. Ещё одним скандалом стали слова Удо Фойгта, лидера НДПГ, который оскорбительно отозвался о футболисте Патрике Овойомеле, нигерийцу по матери и немцу по отцу. 13 марта 2008 Фойгта арестовали, а в 2009 году суд приговорил его к 7-месячному тюремному сроку условно и штрафу в размере 2 тысяч евро.
Наконец, подобные инциденты происходят и в Бундесвере: не менее 50 раз в год солдаты используют нацистское приветствие.

### Защита ультраправых
Несмотря на такие меры, находятся и известные защитники ультраправых. Так, историк Вальтер Лакёр писал в своей книге «Фашизм: прошлое, настоящее, будущее», что Национал-демократическая партия Германии не является неонацистской. Выборы 2004 года в ландтаг Саксонии подтвердили слова Лакёра: поддержку оказали 9,1 % избирателей и помогли национал-демократам пройти в ландтаг. Другие партии решили не подавать заявления об исключении из ландтагов НДПГ и её запрете. Через 2 года в Мекленбурге и Западной Померании национал-демократы на выборах получили 7,3 % голосов и шесть мест в ландтаге.